# Fritz Wunderlich
Pour les articles homonymes, voir Wunderlich.
Fritz Wunderlich, né le 26 septembre 1930 à Kusel dans le Palatinat et mort le 17 septembre 1966 à Heidelberg, est un ténor allemand, chanteur de lieder, d'opéras et d'oratorios.
C'est l'un des chanteurs lyriques les plus importants du XXe siècle, malgré sa mort prématurée à 35 ans.

## Biographie

### Origines
Fritz Wunderlich grandit dans un milieu modeste. Son père, Paul, est violoncelliste, chef d'orchestre et chef de chœur. Sa mère, Anna, est violoniste. Son père perd son travail en raison de pressions exercées par les nazis locaux ; souffrant de plus des séquelles d'une blessure de guerre, il se suicide alors que Fritz n'a que cinq ans. 
Il étudie divers instruments alors qu'il est écolier. Il travaillera quelque temps dans une boulangerie pour gagner sa vie. Puis il entre en 1950 à la Musikhochschule de Fribourg-en-Brisgau, où il se consacre principalement au cor 
sous la direction de Margarethe von Winterfeldt (de), qui découvre sa voix et le forme au chant jusqu'en 1955.

### Carrière et répertoire
En 1955, il fait ses débuts comme ténor à l'opéra de Stuttgart dans le rôle de Tamino dans Die Zauberflöte (La Flûte enchantée), de Mozart, rôle qui sera également celui de sa dernière apparition, au Festival d'Édimbourg en 1966. Suivent le Festival de Salzbourg, où il chante Tamino et Henri dans Die schweigsame Frau (La Femme silencieuse) de Richard Strauss, l'opéra de Francfort-sur-le-Main en 1958 et l'opéra de Munich, dans la troupe duquel il entre en 1960. 
Il aborde alors le répertoire italien avec un brio qui lui vaut de recevoir deux ans plus tard le titre de Kammersänger. À partir de cette époque, sa renommée est internationale, même s'il conserva toujours une très grande simplicité. Il se produit alors régulièrement à l'Opéra de Vienne, au Royal Opera House de Covent Garden, à la Städtische Oper (opéra de la Ville) de Berlin, au Festival d'Aix-en-Provence, à Florence.
Outre le répertoire lyrique, en particulier mozartien, il chante des lieder, ainsi que dans des oratorios, tenant par exemple le rôle de l'Évangéliste dans la Passion selon saint Matthieu de Bach. Il chante aussi dans des œuvres lyriques contemporaines, créant ainsi le rôle de Tirésias dans Œdipe le Tyran de Carl Orff (Stuttgart, 1960) et celui de Christophe dans Les Noces de Saint-Domingue de Werner Egk (Munich, 1965), et reprenant celui de Palestrina de Hans Pfitzner.
Fritz Wunderlich est reconnu pour « la beauté de son timbre et son chant lumineux », qui lui valurent une reconnaissance immédiate. 
Malgré sa mort prématurée, Wunderlich laisse une discographie volumineuse, qui témoigne aussi de l'évolution de son registre : chanteur de lieder et ténor léger à ses débuts, il progressa vers un registre plus héroïque, qui aurait pu lui permettre d'aborder quelques rôles wagnériens. Il « s'était imposé comme le meilleur ténor lyrique léger allemand de sa génération, par l'ampleur de sa voix et l'intensité de l'expression, restituant aux héros mozartiens une vitalité et un enthousiasme trop souvent édulcorés. »
Victime d'une chute dans un escalier chez un ami, Wunderlich meurt le 17 septembre 1966 à l'âge de 35 ans. Il est inhumé au Waldfriedhof de Munich.
Il est l'un des modèles dont s'inspira son compatriote Jonas Kaufmann.

### Vie privée
En 1956, il épouse la harpiste Eva Jungnitsch, avec qui il a trois enfants : Constanze, Wolfgang et Barbara, en 1957, 1959 et 1964. La famille vit d'abord à Stuttgart avant de s'établir à Munich.

## Discographie sélective
- Dichterliebe (« Les Amours du poète »), de Robert Schumann, chez Deutsche Grammophon
- Die schöne Müllerin (« La Belle Meunière ») de Schubert, chez Deutsche Grammophon
- Das Lied von der Erde (« Le Chant de la Terre »), de Mahler, direction Otto Klemperer, avec Christa Ludwig, chez EMI
- Wiener lieder (« Lieder viennois »), de différents compositeurs, direction Robert Stolz, chez Deutsche Grammophon
- Wunderlich in Vienna (« Wunderlich à Vienne »), de différents compositeurs, direction Robert Stolz, chez Polydor
- L'Enlèvement au Sérail, de Mozart, chez Deutsche Grammophon
- La Flûte enchantée, de Mozart, direction Karl Böhm, avec Dietrich Fischer-Dieskau, chez Deutsche Grammophon
- Oratorio de Noël, de Bach, direction Karl Richter, avec Christa Ludwig, chez Deutsche Grammophon
- Le Magnificat, de Bach, direction Marcel Couraud, chez Philips
- La Création de Joseph Haydn, direction Herbert von Karajan, chez Deutsche Grammophon

Fritz Wunderlich est décédé avant que son enregistrement de La Création de Joseph Haydn ne soit complètement achevé.

## Hommages
- Fritz Wunderlich - Leben und Legende (« Fritz Wunderlich - Vie et Légende »), film documentaire de Thomas Staehler et Thomas Voigt, 60 min, Allemagne, Autriche, Deutsche Grammophon, première diffusion sur Arte le 16 septembre 2006
- Geboren in Kusel. Fritz Wunderlich (« Né à Kusel. Fritz Wunderlich »), film documentaire d'Alexander Wischnewski, 43 min, Allemagne, première diffusion sur ARD en 1977
- La salle de concert de sa ville natale, Kusel, porte son nom : Fritz-Wunderlich-Halle Kusel, et une partie du musée de la ville lui est consacrée